# Фейгенберг, Иосиф Моисеевич
Иосиф Моисеевич Фейгенберг (15 декабря 1922, Гомель, Гомельская губерния, РСФСР — 5 января 2016, Иерусалим) — советский психофизиолог. Доктор медицинских наук (1967), профессор (1970).

## Биография
Сын Моисея Соломоновича Фейгенберга (1890, Гомель — 1965, Москва) и Фани Филипповны Добкиной (1897, Гомель — 1967, Москва), дочери гомельского купца Фишеля Иосифовича Добкина. Племянник Е. С. Хаютиной. В 1940 году окончил школу в Москве с золотой медалью.
В 1941 году поступил во Второй московский медицинский институт, после окончания которогов 1946 году работал в Институте неврологии АМН СССР.
С 1960 года — в ЦИУВе. С 1992 года — в Израиле.
Центральная тема исследований — вероятностное прогнозирование человеком движений и действий на основе усвоенного и обновляющегося опыта. Развивал идеи Н. А. Бернштейна, подготовил к изданию ряд его трактатов, в том числе считавшихся утраченными. Вслед за Бернштейном рассматривал построение движений как конкретное проявление мозговой активности, изучение которой способствует оптимизации решения различных познавательных задач.

## Семья
- Дядя — Семён Филиппович Добкин (1899, Гомель — 1991, Москва), издательский работник[1].
- Брат деда — Николас Добкин (Nicholas Dobkin; 1874, Гомель — 1948, Бостон) — американский хирург.[источник не указан 1127 дней]
- Дочь — Евгения Иосифовна Фейгенберг (род. 1951), нейропсихолог, специалист в области восстановительного обучения, замужем за психологом Александром Асмоловым.

## Основные работы
- Мозг, психика, здоровье. — М., 1972.
- Клинические нарушения взаимодействия анализаторов. — М., 1975.
- Вероятностное прогнозирование в деятельности человека. — М., 1978.
- Проблемные задачи и их место в учебном процессе. — М., 1989.
- Josef M. Feigenberg. Wahrscheinlichkeitsprognostizierung im System der zielgerichteten Aktivität. — Paul Jung Verlag, 1999. — 148 Seiten.
- Josef M. Feigenberg. Nikolai Bernstein: From Reflex to the Model of the Future (Studien zur Geschichte des Sports). — Berlin: LIT Verlag, 2014. — 272 pages.